# La casa de Madame Lulú
La casa de Madame Lulú és una pel·lícula de l'Argentina en blanc i negre dirigida per Julio Porter sobre el guió de Diego Santillán que es va estrenar el 18 de juny de 1968 i que va tenir com a protagonistes a Enzo Viena, Libertad Leblanc, Elena Lucena i Juan Carlos Altavista.

## Sinopsi
En la dècada de 1930 un jove revolucionari s'enamora d'una bella noia d'ingènua aparença que en realitat treballa en una casa de cites.

## Repartiment
Van intervenir en el film els següents intèrprets:
- Enzo Viena
- Libertad Leblanc...	Maria La Pompadour
- Elena Lucena...	Madame Lulú
- Juan Carlos Altavista 	...	Pepe
- Hugo Dargó
- Alberto Anchart…Renzo
- Santiago Bal
- Osvaldo Canónico
- Tristán
- Vicente Rubino 	...President de la Lliga de Moralitat
- Jorge de la Riestra
- Gloria Ugarte
- Fidel Pintos
- Emilio Vidal
- Maurice Jouvet
- Tino Pascali
- Lalo Malcolm
- Tita Coel
- Isabel Coello
- Elvia Andreoli
- Nora Figueroa
- Susana Sánchez
- Susana Rubio
- Marta Quintana
- Adriana Brilla
- Horacio Bruno

## Comentaris
Crónica va apuntar:
| « | ”Libertad Leblanc en grata història sexy.” | » |

Clarín va opinar: 
| « | ”repeteix amb lleus variants els motlles clàssics i més segurs del gènere…L'humor de la pel·lícula…reposa sobre gags visuals efectius encara en les reiteracions.” | » |

La Nación la va considerar:
| « | ”Una modesta comèdia.” | » |